# Либерий (папа римский)
Либерий (лат. Liberius; ? — 24 сентября 366) — епископ Рима с 17 мая 352 года по 24 сентября 366 года. Либерий (в русской житийной традиции Ливерий Исповедник) прославился как борец с арианством. За это он был низложен императором Констанцием II и отправлен в ссылку. В результате ссылки Либерий согласился осудить Афанасия Великого, но по возвращении в Рим продолжил борьбу за идеи Первого Никейского собора.

## Происхождение
Первые сведения о Либерии связаны с 352 годом. 12 апреля 352 года умер римский папа Юлий I. Его преемником стал римский дьякон Либерий. Вопросы о том, где, когда он родился, когда стал священником и кем был до 352 года, большинство авторов обходят стороной. Лишь энциклопедия Паули-Виссова и Православная энциклопедия утверждают, что Либерий по происхождению был римлянин, а его отца звали Август. Православная энциклопедия, ссылаясь на папскую эпитафию, «возможно связанную» с Либерием, утверждает, что он сначала был чтецом, затем диаконом и лишь через несколько лет стал епископом Римским

## Отношения с арианами
Есть расхождения по поводу того какого числа Либерий стал папой римским. Catalogo Liberiano утверждает, что избрание произошло 22 мая 352 года, но, в связи с тем что это было не воскресенье, иные источники утверждают, что это произошло 17 мая 352 года.

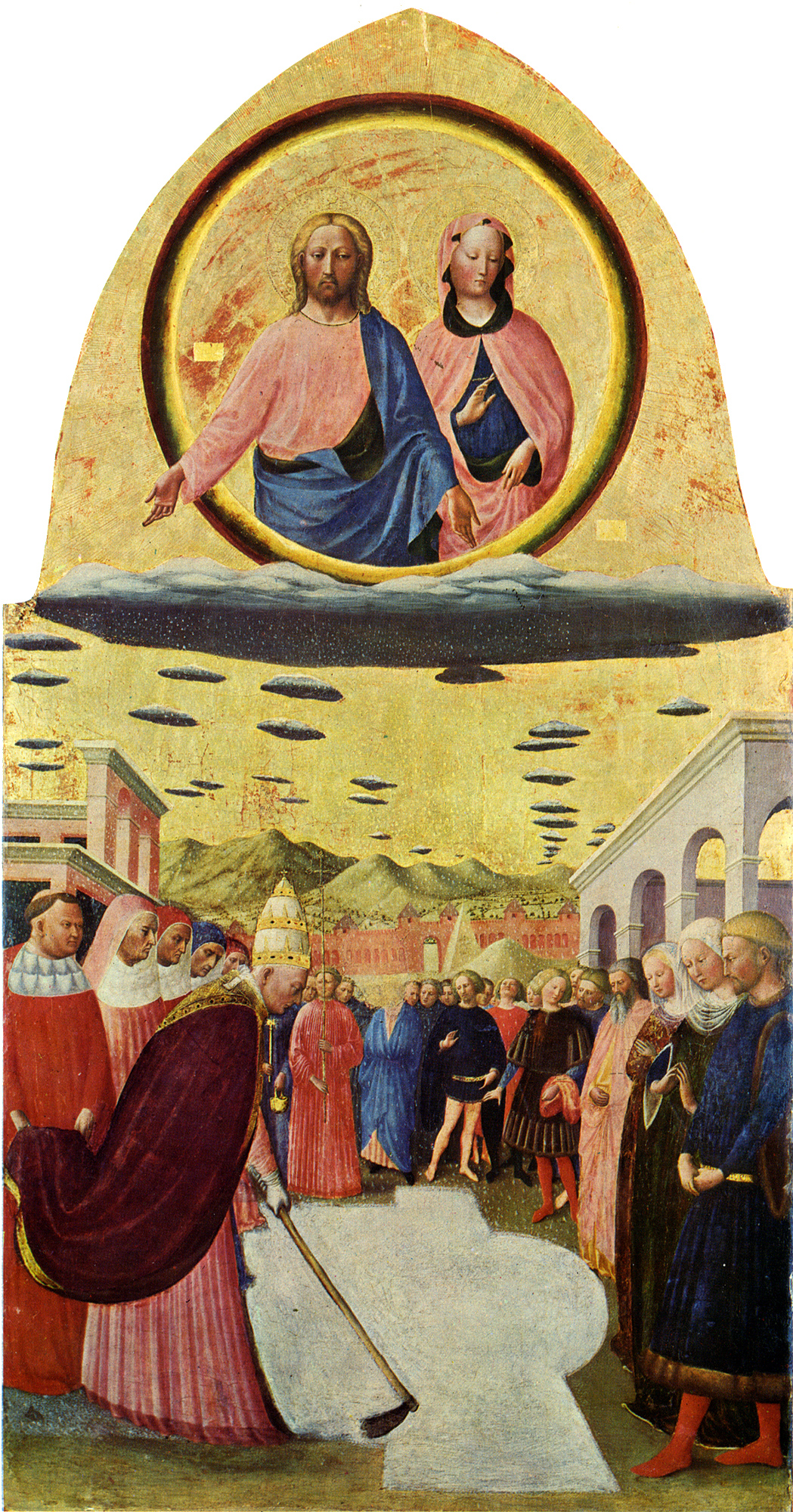
Мазолино. Папа Либерий закладывает базилику Санта-Мария-Маджоре.

На момент избрания Либерия Римскую империю в целом и раннее христианство в частности раздирали религиозные и политические споры. Внутри христианства шёл многолетний спор между арианами (последователями александрийского священника Ария) и сторонниками александрийского архиепископа Афанасия. Если на первом Никейском соборе арианство было осуждено, то уже в конце 320-х при императоре Константине I произошла его фактическая реабилитация. Сын Константина Констанций II был убеждённым арианином. В 353 году он смог объединить всю Римскую империю. Констанций II пытался объединить всех христиан вокруг арианства. Афанасия Александрийского, не согласного с идеями арианства, пытались осудить ещё в 343 году на Сардикийском соборе, но встретил противодействие брата. Эту религиозную политику Констанций продолжил и после того, как стал в 353 году единоличным правителем Римской империи. Ещё при жизни папы Юлия Констанций приказал собрать в Италии на собор епископов из восточных и западных провинций империи.
Едва став папой, Либерий собрал весной 353 года в Риме собор итальянских епископов. На нём было зачитано обвинительное послание против Афанасия от восточных епископов и письмо 24 (по другим источникам 80) епископов Египта, защищавших александрийского архиепископа. По совету итальянских епископов Либерий направил послов к императору Констанцию в Арль (иначе Арелат) с просьбой собрать христианский собор в Аквилее, где рассмотреть накопившиеся разногласия. Констанций собрал в Арле часть епископов Галлии, призывая их осудить Афанасия.
Когда легаты Либерия (Винцентий Капуанский и Марцелл) прибыли к императору, тот принудил их поддержать осуждение Афанасия на Арелатском соборе. Либерий не только не последовал примеру своих легатов, но и, ссылаясь на то, что Арелатский собор осудил Афанасия, не выслушав его лично, просил императора Констанция созвать новый собор. Либерий смог привлечь на свою сторону епископов Осию Кордубского, Цецилиана Сполетского и Евсевия Верчелльского. В качестве своих представителей Либерий в 354 году направил к императору Люцифера, епископа Кальяри, священника Панкратия, дьяка Хилария.
Летом 355 года император созвал собор в Медиолане (Милане). Но Миланский собор, на котором собралось более 300 епископов, после долгих споров осудил Афанасия Александрийского. Ряд епископов (Евсевия Верчелльского, Дионисия Миланского, Люцифера епископа Кальяри), отказавшихся подписать это решение, сместили с кафедр и отправили в ссылку. Император направил к Либерию евнуха Евсевия и предложил прибыть в Медиодан и подтвердить решение собора. После того, как папа римский отказался, префект Рима Флавий Леонтий арестовал его «как оказавшего неповиновение повелениям императора и решению большинства епископов» и доставил на собор. Оказавшись в Медиолане, Либерий предложил императору Констанцию II созвать церковный собор в Александрии в присутствии Афанасия, а также вернуть сосланых епископов. Констанций II отверг предложения Либерия и дал тому два дня на то, чтобы поддержать решение собора.
Когда время истекло, Либерий был низложен императором Констанцием II за отказ подписать решение Миланского собора, осудившего Афанасия Александрийского, отправлен в ссылку во Фракию, а вместо него был назначен Феликс II, позже признанный антипапой.
Во Фракии Либерий жил в городе Берой. Энциклопедия Паули-Висова пишет, что, находясь два года в ссылке, он лучше вник в богословские споры востока Римской империи. В 357 году в ссылке отношение Либерия к отлучению Афанасия поменялось. В это время он написал несколько писем, которые зафиксировали эволюцию этих взглядов. Либерий подписывает формулу, принятую на Сирмийском соборе и подчиняется императору. Но исследователи расходятся в оценке того, где и как он это написал. По одной версии Либерий присутствовал на соборе в Сирме, по другой он лишь присоединился к решению собора. Также исследователи спорят о том, какую именно формулу подписал Либерий — 351 года (близкую по взглядам к сторонникам Афанасия) или 357 года (близкую противникам Афанасия).
После осуждения Афанасия Великого и подписания символа веры, приближённого к арианству, Либерий вернулся в Рим. Источники называют и другие версии возвращения. По одной горожане Рима отказывались подчинятся иному папе, а когда город посетил Констанций, просили его вернуть Либерия. По другой за него хлопотали римские матроны.
Вернувшийся в Рим Либерий должен был стать соправителем Феликса. После возвращения в Рим сторонники Либерия отстранили Феликса от власти. Феликс пытался обосноваться в базилике Юлия (церковь Санта-Мария-ин-Трастевере), но был изгнан и оттуда. Два папы во главе Рима и нежелание Либерия участвовать в религиозных спорах привели к тому, что на Ариминском соборе не было ни Либерия с Феликсом, ни их представителей. После смерти в 361 году Констанция Либерий осудил решения, принятые на Ариминском соборе, но призвал простить обманутых «по незнанию» участников собора, если они поддерживают никейский символ. В 365 году умер «соправитель» Либерия Феликс и вопрос, пусть и номинального, «двойного папства» был закрыт.
Позже Афанасий примирился с Либерием.
В 366 году из Египта к Либерию прибыло посольство бывших ариан во главе с Евстафием Севастийским, выразившее желание вступить в церковное общение с римской кафедрой. Либерий принял послов после того, как они письменно заверили папу в том, что исповедуют Никейский Символ веры и осуждают еретиков

## Культура
При Либерии был составлен первый реестр римских епископов и официальный список христианских мучеников. В 352 году была построена церковь (позже собор) Санта-Мария-Маджоре. Согласно легенде, папе Либерию летом приснился сон, в котором Богоматерь приказала воздвигнуть это сооружение там, где утром будет лежать снег. 5 августа снег лежал на части Эсквилинского холма.

## Смерть
Либерий умер 24 сентября 366 года. Он был похоронен в катакомбах Присциллы на Соляной дороге
Впоследствии Либерий был канонизирован на православном Востоке, но не был прославлен у католиков.

## Комментарии
1. ↑  Раскол на католичество и православие произошло в 1054 году. В католичестве всех римских пап рассматривают как деятелей своей церкви. В православии пап эпохи вселенских соборов рассматривают как представителей единой церкви
2. ↑  энциклопедия Паули-Виссова пишет, что он был римлянином по происхождению, но не уточняет относится это только к гражданству или и к месту рождения (как указано в электронном варианте Британники)
3. ↑  Православная энциклопедия не говорит, что речь идёт только об итальянских епископов, но Католическая энциклопедия сообщает, что перед отправкой письма к императору он совещался с итальянскими епископами на неком "юбилейном" council at Rome 17 мая 353 года. Это не тот собор, о котором пишет Сократ Схоластик

### Средневековые источники. Житие
- Созомен. Церковная история. Дата обращения: 19 июня 2021.
- Сократ Схоластик. Церковная история. Дата обращения: 19 июня 2021.
- Аммиан Марцеллин «Римская история» (иначе «Деяния»)
- Память святого Ливерия исповедника, папы Римского // Жития святых на русском языке, изложенные по руководству Четьих-Миней свт. Димитрия Ростовского : 12 кн., 2 кн. доп. — М.: Моск. Синод. тип., 1903—1916. — Т. XII: Август, День 27.

### Использованные в статье энциклопедии и историческая литература
- Ковальский, Ян Веруш[пол.]. Папы и папство = Poczet papiezy / перевод с польского Т. Трифоновой. — М.: Издательство политической литературы, 1991. — ISBN 5-250-01237-x.
- Либерий // Энциклопедический словарь Брокгауза и Ефрона : в 86 т. (82 т. и 4 доп.). — СПб., 1890—1907.
- Catholic Encyclopedia (1913) (англ.). Дата обращения: 15 февраля 2011. Архивировано 12 февраля 2012 года.
- Enciclopedia dei Papi. сайт Итальянской энциклопедии. Дата обращения: 19 июня 2021.
- Либерий. Православная энциклопедия. Дата обращения: 20 июня 2021.